# Eudendrium irregulare
Eudendrium irregulare is een hydroïdpoliep uit de familie Eudendriidae. De poliep komt uit het geslacht Eudendrium. Eudendrium irregulare werd in 1922 voor het eerst wetenschappelijk beschreven door Fraser. 